# George McDaniel
George McDaniel (* 30. Juni 1942 in St. Louis, Missouri; † 24. März 2023 in Ventura, Kalifornien) war ein US-amerikanischer Schauspieler, der ab 1973 in zahlreichen Filmen und Fernsehserien mitwirkte.

## Leben
McDaniel wurde in St. Louis geboren und besuchte die Eldon High School in Eldon. Er studierte Sprachwissenschaften und Dramaturgie an der University of Missouri und an der The Barn Theatre School for Advanced Theatre Training in Augusta. In New York City war er Teil der Actors' Equity Association.
Mit der Schauspielerin Melora Marshall hatte er drei Kinder: Shannon, Marshall und Kellen.

## Karriere
Sein Fernsehdebüt hatte McDaniel 1973 in der Fernsehserie Wo die Liebe hinfällt und dem darauf basierenden Fernsehfilm Fools, Females and Fun (1974).
Es folgten Auftritte in Filmen wie Die Jungs von Spinal Tap (1984), Das fliegende Auge (1984), Starfight – Sieger über tausend Sonnen (1984) und in Leon (1990).
Er hatte außerdem Haupt- und Nebenrollen in zahlreichen Fernsehserien, so von 1979 bis 1980 als Jordan Barr in Zeit der Sehnsucht, 1982 in General Hospital, 1984 in Falcon Crest und von 2009 bis 2010 in All My Children.
Zu weiteren Auftritten in Fernsehserien zählen unter anderem Polizeirevier Hill Street, Unsere kleine Farm, Herzbube mit zwei Damen, Dallas, Knight Rider, Ein Duke kommt selten allein, Cagney & Lacey, Die Fälle des Harry Fox, Das A-Team, Hunter, Magnum, Mama's Family, L.A. Law – Staranwälte, Tricks, Prozesse, California High School, Beverly Hills, 90210, Emergency Room – Die Notaufnahme, The West Wing – Im Zentrum der Macht , Law & Order und Criminal Intent – Verbrechen im Visier.
McDaniel widmet sich ebenfalls dem Theater und spielte auch in Off-Broadway-Produktionen. So spielte er den Colonel Pickering im Musical My Fair Lady (2006), in einer Brown-Forman-Serienproduktion am Actors Theatre von Louisville in Kentucky unter der Regie von Amanda Dehnert, sowie den Earl of Gloucester in König Lear am Rubicon Theatre in Los Angeles (2018). Er unterrichtete zudem Schauspiel an der San José State University in San José und an der Purdue University in West Lafayette, Indiana.
Im deutschen Sprachraum wurde er unter anderem von Manfred Lehmann, Thomas Kästner, Norbert Langer und Eberhard Prüter synchronisiert.

## Filmografie (Auswahl)

### Film
- 1974: Fools, Females and Fun (auch: Sin, American Style; Fernsehfilm)
- 1975: Legacy
- 1981: Nichols & Dymes (Fernsehfilm)
- 1984: Das fliegende Auge
- 1984: Die Jungs von Spinal Tap (This Is Spinal Tap)
- 1984: Starfight
- 1987: Blutige Hände (Murder Ordained; Fernsehfilm)
- 1989: Cast the First Stone (Fernsehfilm)
- 1990: Leon
- 1993: When Jesus Was a Kid (Kurzvideo)
- 2006: Olé
- 2014: Rickover: The Birth of Nuclear Power
- 2021: Raunch and Roll

### Fernsehen
- 1973: Wo die Liebe hinfällt (Love, American Style)
- 1974: Barnaby Jones
- 1974: Ein Sheriff in New York
- 1977: Reich und Arm (Rich Man, Poor Man – Book II)
- 1977: Fernwood 2 Night (auch: Fernwood Tonight)
- 1979–1980: Zeit der Sehnsucht
- 1981: Sheriff Lobo (The Misadventures of Sheriff Lobo/ Lobo)
- 1981: Polizeirevier Hill Street
- 1981: Unsere kleine Farm
- 1981: Herzbube mit zwei Damen
- 1982: General Hospital
- 1982: Dallas
- 1982: Frank Buck – Abenteuer in Malaysia
- 1982: Madame's Place
- 1983: The Greatest American Hero
- 1983: Knight Rider
- 1983: Wizards and Warriors
- 1983: Hardcastle & McCormick
- 1983: Remington Steele
- 1983: Emerald Point (Emerald Point N.A.S.)
- 1982–1984: Ein Duke kommt selten allein
- 1984: Cagney & Lacey
- 1984: E/R
- 1984: Falcon Crest
- 1985: Street Hawk
- 1982–1985: T. J. Hooker
- 1985: Agentin mit Herz
- 1985: Die Fälle des Harry Fox
- 1986: Das A-Team
- 1986: Hunter (Fernsehserie, Folge 2x14: Verbrannt zur Unkenntlichkeit)
- 1986: Dream West – Das abenteuerliche Leben des John Charles Fremont (Dream West; Miniserie)
- 1986: Magnum
- 1987: Mama's Family
- 1987: Nutcracker: Money, Madness & Murder (Miniserie)
- 1987: Stingray
- 1987: Beverly Hills Buntz
- 1987: Der Werwolf kehrt zurück (Werewolf)
- 1989: Paradise – Ein Mann, ein Colt, vier Kinder
- 1991: L.A. Law – Staranwälte, Tricks, Prozesse
- 1991: California High School
- 1993: Beverly Hills, 90210
- 1998: Sliders – Das Tor in eine fremde Dimension
- 1999: Emergency Room – Die Notaufnahme
- 1999–2000: The West Wing – Im Zentrum der Macht
- 2002: Alles wegen Grace (State of Grace)
- 2003: Law & Order: Special Victims Unit
- 2004: Law & Order
- 2005: Criminal Intent – Verbrechen im Visier
- 2009–2010: All My Children
- 2012: Good Wife
- 2018: All American